# Adejeania nigrothoracica
Adejeania nigrothoracica är en tvåvingeart som först beskrevs av Vimmer och Victor Gerald Soukup 1940.  Adejeania nigrothoracica ingår i släktet Adejeania och familjen parasitflugor.
Artens utbredningsområde är Peru. Inga underarter finns listade i Catalogue of Life.